# Ambrose Pratt
Ambrose Goddard Hesketh Pratt (* 31. August 1874 in Forbes, New South Wales, Australien; † 13. April 1944 in Australien) war ein australischer Autor und Journalist.

## Leben
Pratt war das dritte von sieben Kindern und wuchs in einem bürgerlichen Haushalt in der Obhut einer chinesischen Kinderschwester (Amah) auf. Bereits sein Großvater, der Mediziner Henry Pratt, war in seinem späten Leben von den indischen und tibetanischen Religionen fasziniert. Eustace Pratt, sein Vater, war ebenfalls Arzt und hatte einige Zeit seines Lebens in Indien und China verbracht. Ambrose besuchte die Jesuitenschule St. Ignatius' College in Riverside (New South Wales) und die Sydney Grammar School. In privaten Unterrichtsstunden lernte er Französisch un Deutsch und betrieb Sport wie Boxen, Reiten, Fechten und Schießen.
Pratt brach ein Studium der Medizin ab und studierte fortan Recht. In dieser Zeit begann er für die Zeitung der Australian Workers’ Union zu schreiben, wandte sich jedoch zur selben Zeit gegen die Einwanderung aus Asien. 1897 wurde er als Anwalt für das Oberste Gericht von New South Wales zugelassen. Seine Tätigkeit als Jurist befriedigte ihn jedoch nicht und so arbeitete er eine Zeitlang als Fuhrwerkskutscher in Queensland und auf einem Schiff in der Trampfahrt im Südpazifik, bevor er nach England ging. Dort begann er Romane und Kurzgeschichten zu schreiben, unter anderem für Zeitschriften wie The Bulletin und The Lone Hand. Gleichzeitig begann er als Journalist für die Daily Mail zu arbeiten, die ihn 1905 nach Australien entsandte.
Pratt wechselte im selben Jahr zur Zeitung The Age, wurde dort von David Syme protegiert und gewann an Einfluss. Er reiste mit dem australischen Premierminister Andrew Fisher 1912 nach Pretoria, um an der Parlamentseröffnung der neugegründeten Union of South Africa teilzunehmen. Nach dem Ersten Weltkrieg war er ein wichtiger Vertreter des Protektionismus in der aufkommenden Zolldebatte. Er begründete und war bis 1927 Teilhaber am Australian Industrial and Mining Standard und war in den 1920er Jahren selbst an Zinnminen in Malaya und Siam beteiligt.
Pratt war in den Jahren 1921 bis 1936 Präsident der Royal Zoological and Acclimatization Society of Victoria. Nach seinem Rückzug aus dem Journalismus beschäftigte er sich intensiver mit dem Erhalt der Fauna Australiens, um den Zoo in Melbourne, Victoria und gründete vor den Toren der Stadt die zoologische Forschungsanstalt in Healesville. Seit 1925 rührte er die Werbetrommel für Kapspur-Eisenbahnstrecke von Melbourne nach Alice Springs. Er war Ehrengast auf der ersten Fahrt des Zuges, The Ghan. Seit der Aufspaltung der Australian Labor Party 1916 wurden seine Ansichten konservativer. 1931 schrieb er sogar das Austrittsschreiben des Politikers und späteren Premierministers Joseph Lyons.
In späteren Jahren wandte Pratt sich gegen die White Australia Policy und die Fremdenfeindlichkeit im Australien gegen Ende der 1930er und der beginnenden 1940er Jahre.

## Ehrungen und Auszeichnungen
- Ein Teil des Zoos von Melbourne wurde nach Ambrose Pratt benannt.

## Veröffentlichungen
Pratt schrieb ca. 30 Romane, darunter z. B.
- Kings of The Rocks. Hutchinson, London 1900.
- The Great “Push” Experiment, Grant Richards, London 1902.
- The Counterstroke, Ward, Lock & Co., London 1906.
- The Leather Mask. 1907

ferner publizierte er z.B
- David Syme: The Father of Protection in Australia. Ward Lock & Co., London 1908.
- The Real South Africa, with an introduction by Andrew Fisher, Prime Minister of the Commonwealth of Australia. The Bobbs-Merill Company, Indianapolis, Indiana, USA 1912.
- The Lore of the Lyrebird. The Endeavour Press, 1933. (Reprints: Robertson & Mullens, Melbourne 1938 und 1940).
  - Menura: Prächtiger Vogel Leierschwanz. Aus dem Englischen übersetzt und herausgegeben von Rainer G. Schmidt. Friedenauer Presse, Berlin 2011, ISBN 978-3-932109-69-0.[1]
- Centenary History of Victoria. Robertson & Mullens, Melbourne 1934.
- The Call of the Koala. Robertson & Mullens, Melbourne 1937.